# Podagrionella tatianae
Podagrionella tatianae is een vliesvleugelig insect uit de familie Torymidae. De wetenschappelijke naam is voor het eerst geldig gepubliceerd in 1976 door Boucek.